# Bachiniva (municipalité)
Pour les articles homonymes, voir Bachiniva.
Bachiniva est une municipalité de l'État de Chihuahua, au Mexique. Elle couvre une superficie de 1 691,9 km2 et compte 6 156 habitants en 2015.